# Betrichia hamulifera
Betrichia hamulifera är en nattsländeart som beskrevs av Oliver S. Flint Jr. 1983. Betrichia hamulifera ingår i släktet Betrichia och familjen smånattsländor. Inga underarter finns listade i Catalogue of Life.